# Aeromar

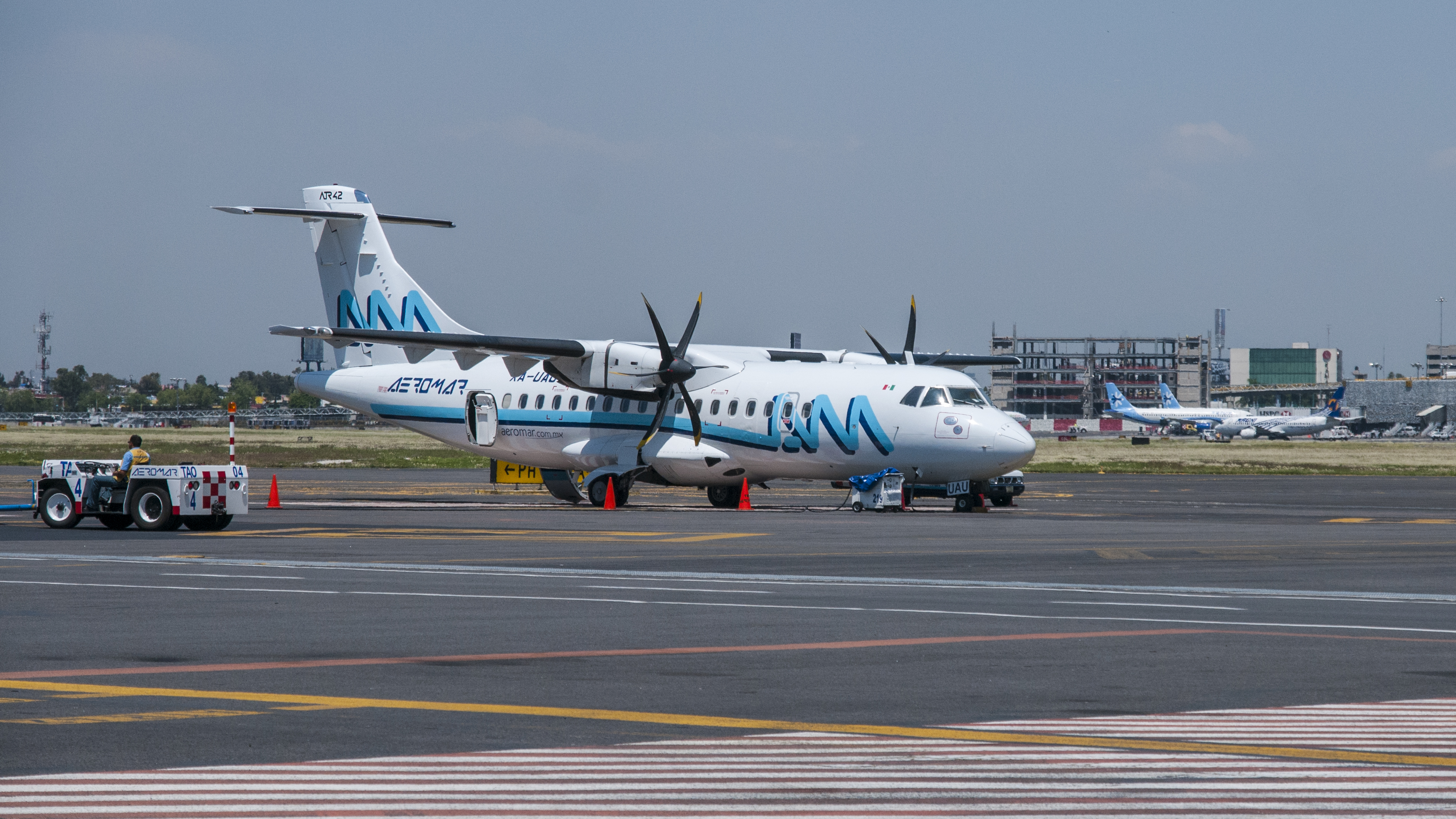
Avión ATR 42-500 de Aeromar (XA-UAU) en el Aeropuerto Internacional de la Ciudad de México.

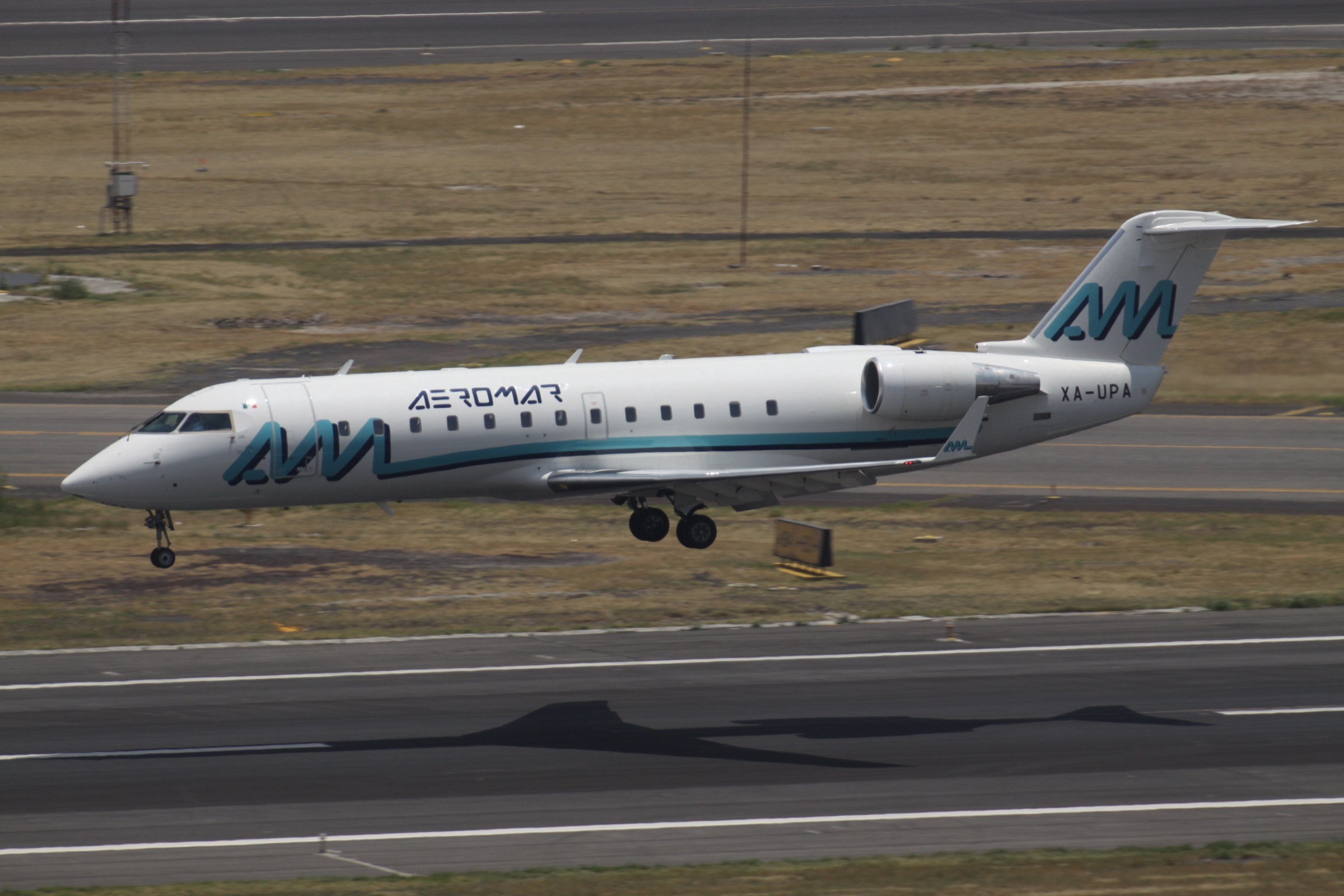
Bombardier CRJ-200ER (XA-UPA) de Aeromar aterrizando en el Aeropuerto Internacional de la Ciudad de México, actualmente ya no opera este tipo de aviones.

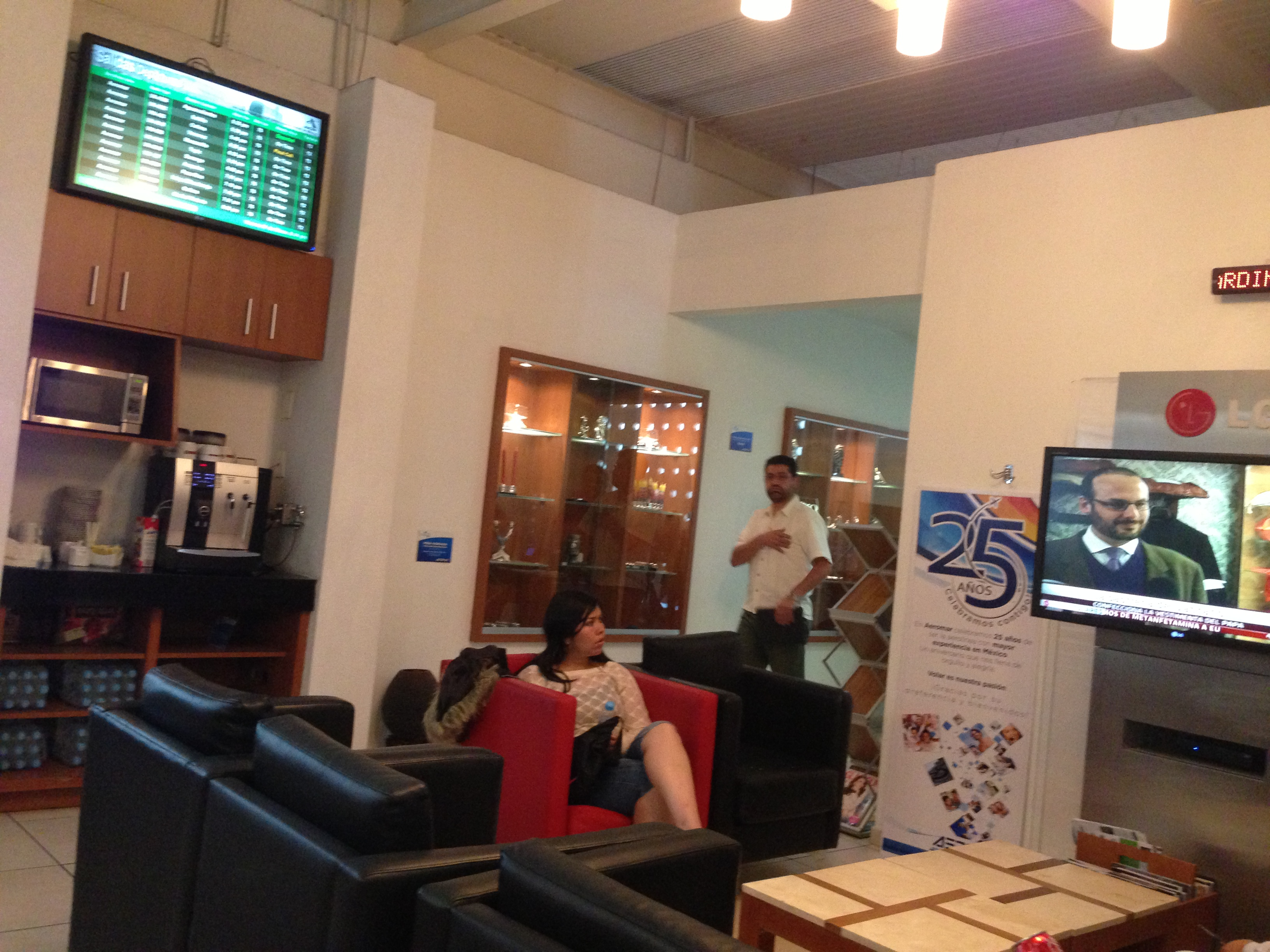
Salón Aeromar en el AICM. (Terminal 2)

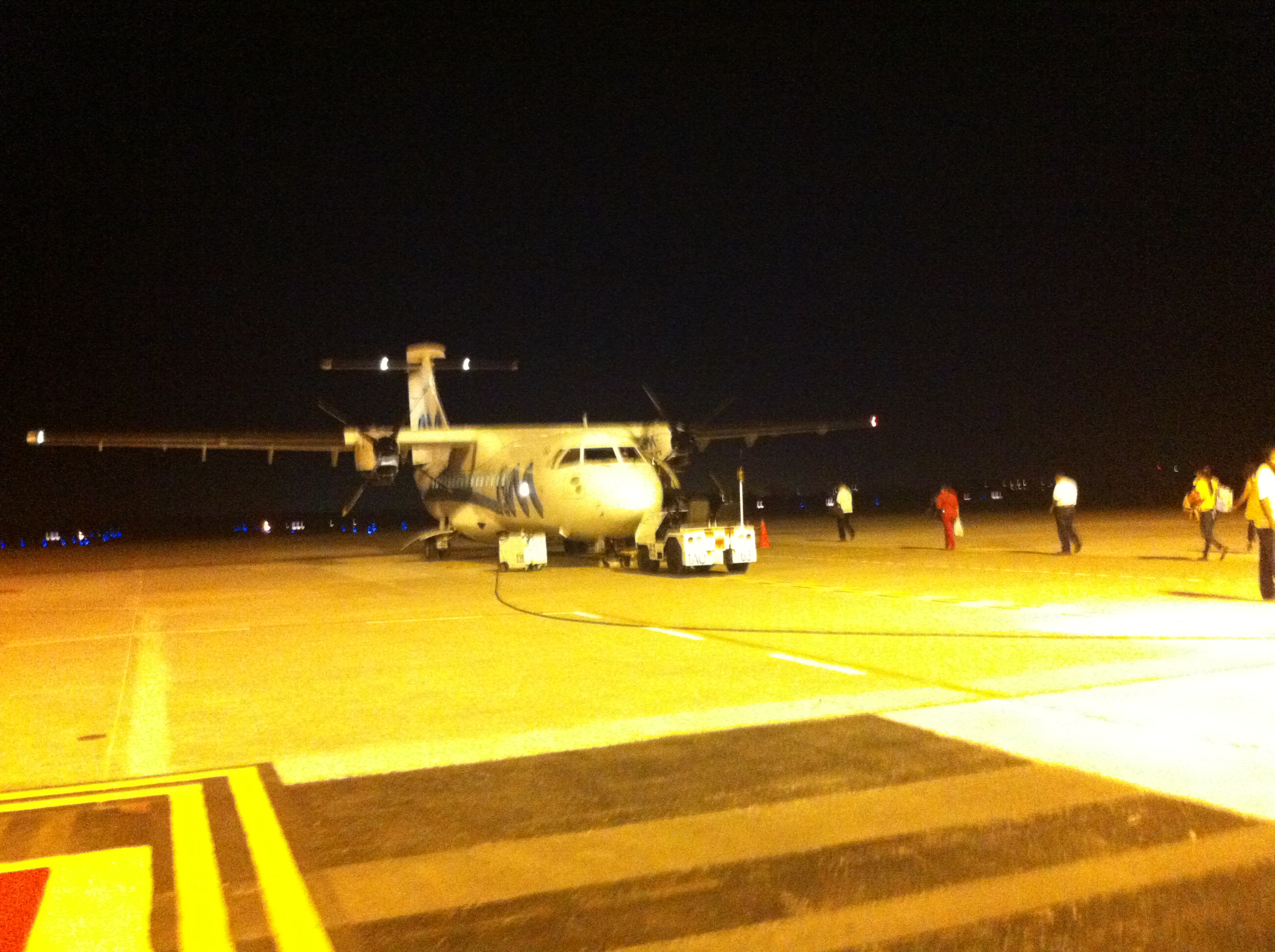
ATR 42 de Aeromar en el Aeropuerto Internacional de Veracruz.

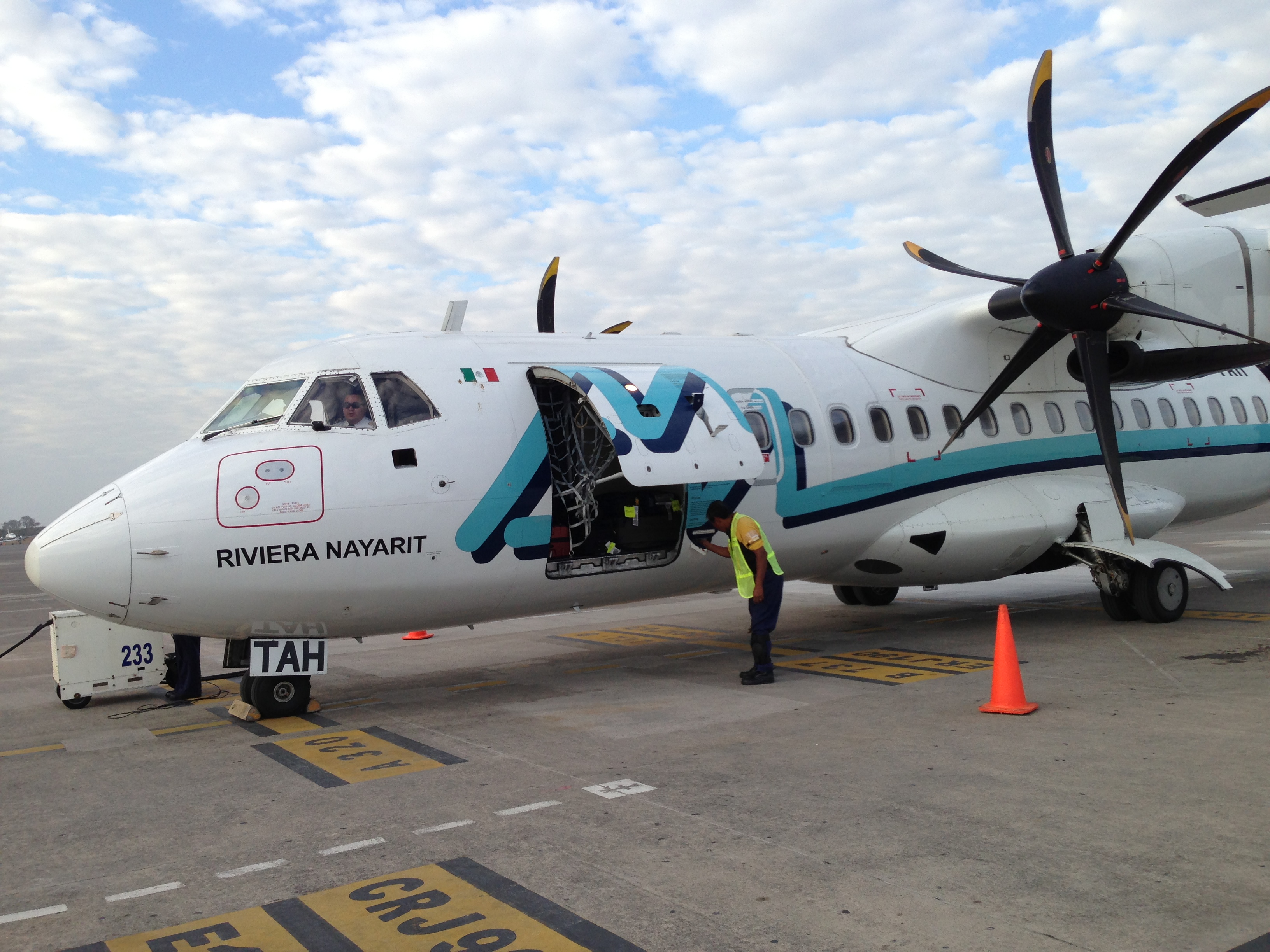
ATR 42-500 (XA-TAH) "Riviera Nayarit" de Aeromar en el Aeropuerto Internacional de Veracruz.

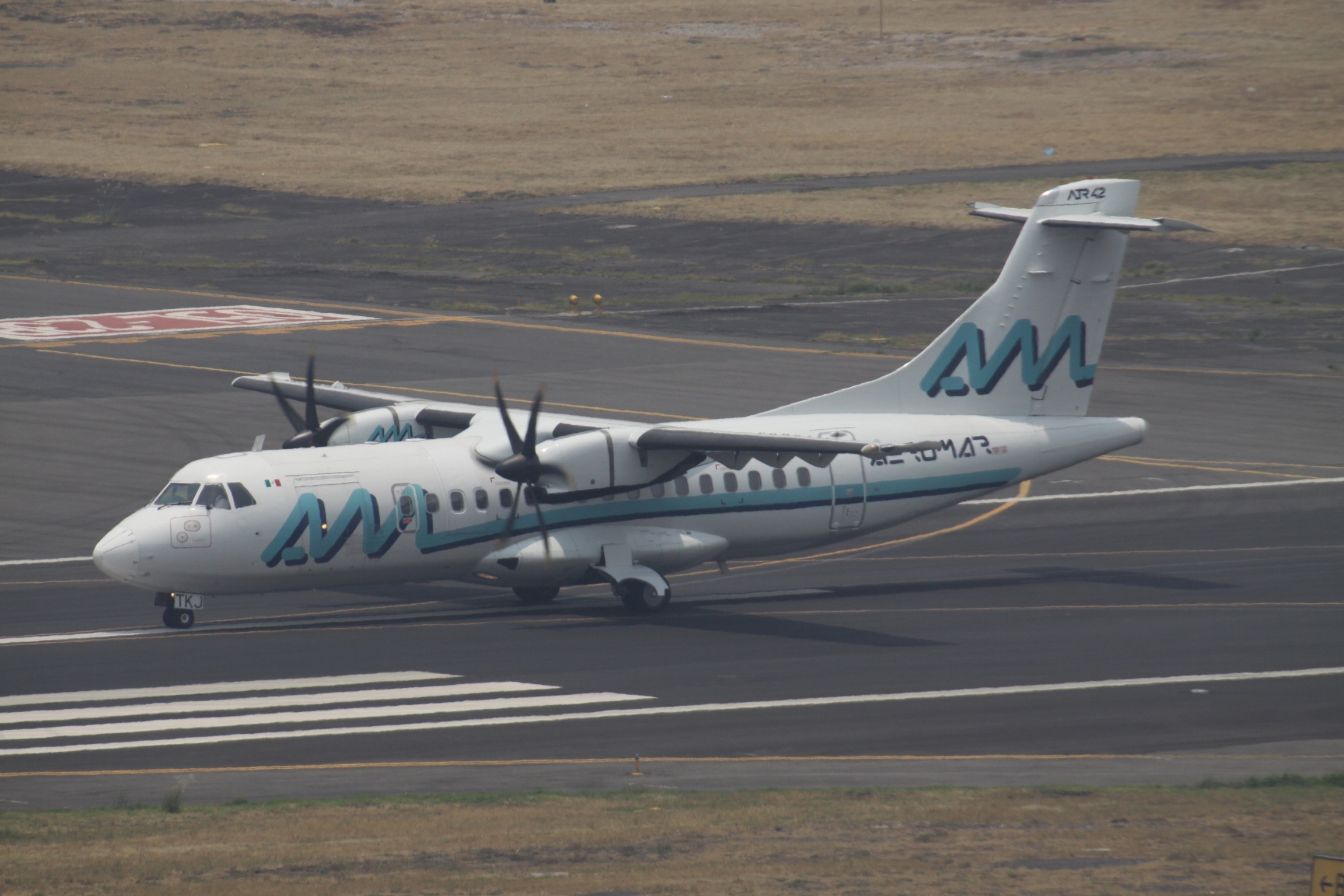
ATR 42-500 de Aeromar (XA-TKJ) en el Aeropuerto Internacional de la Ciudad de México.

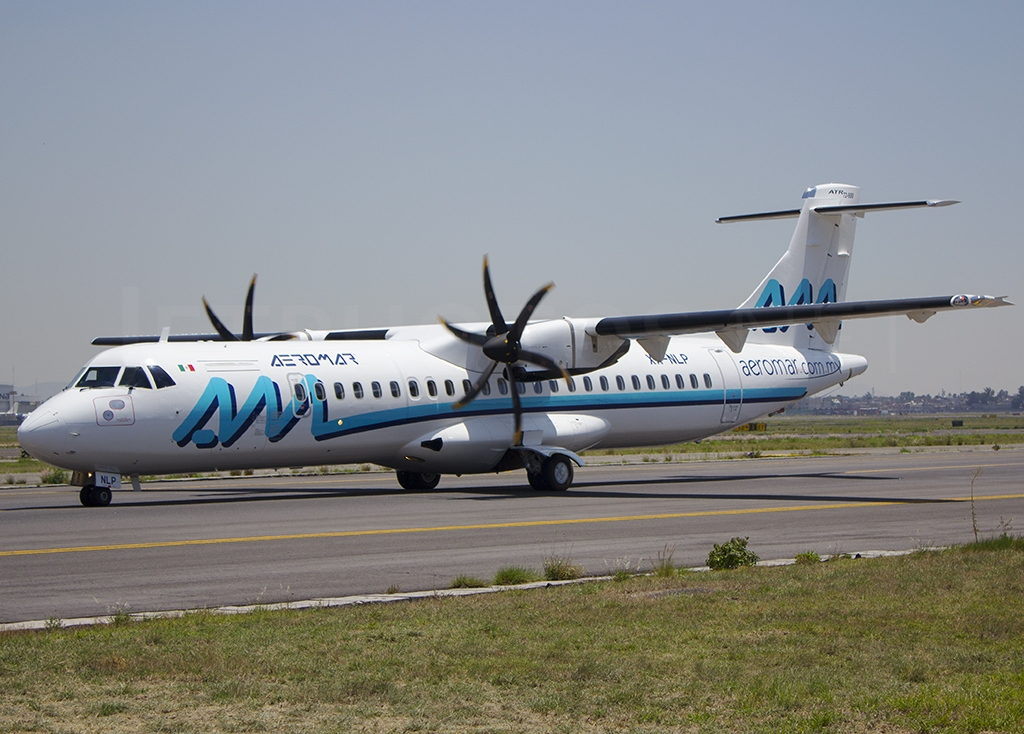
ATR 72-600 de Aeromar (XA-NLP) en el Aeropuerto Internacional de la Ciudad de México.

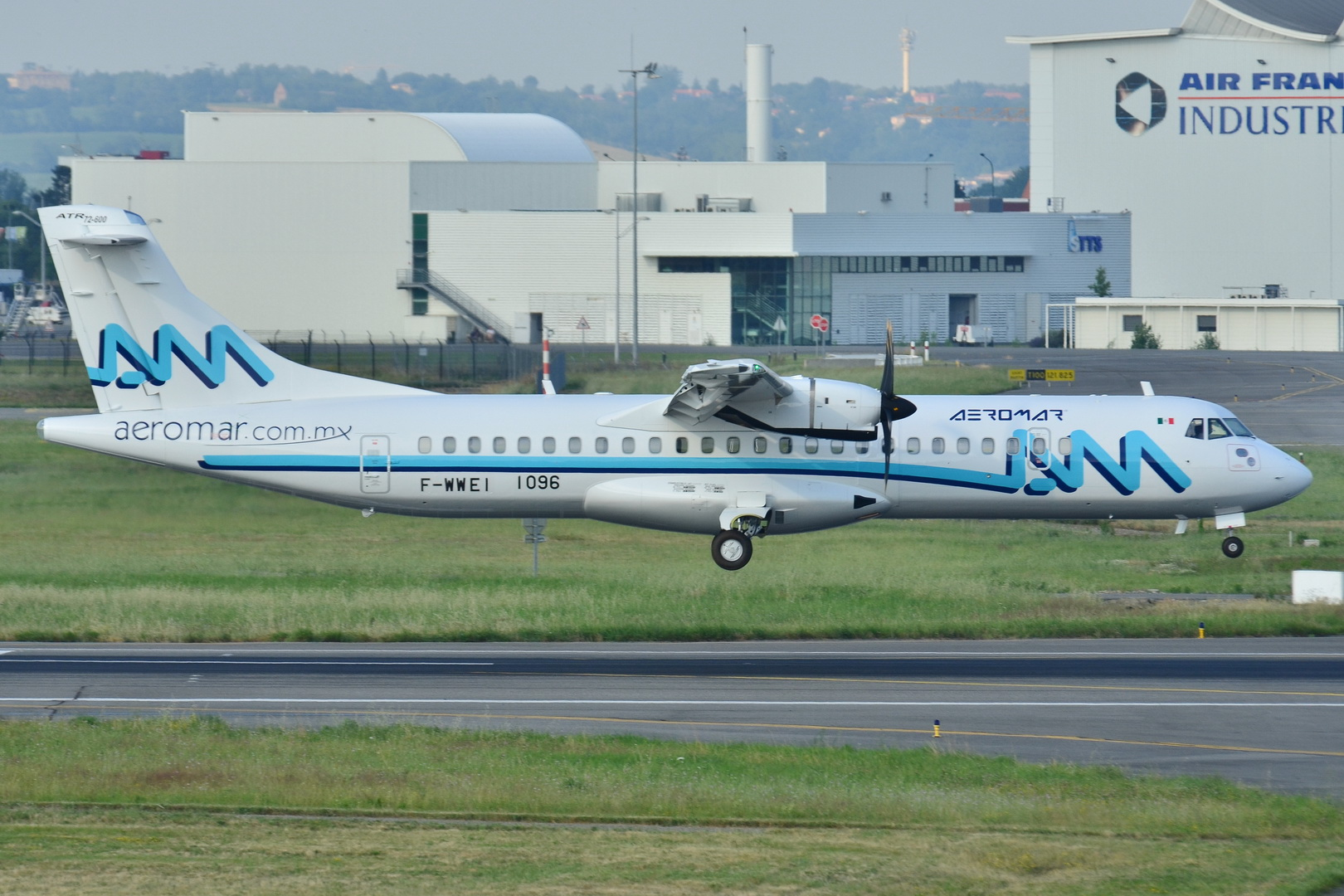
ATR 72-600 de Aeromar (F-WWEI) (posteriormente tendría la matrícula "XA-MKH") en el Aeropuerto de Toulouse-Blagnac.

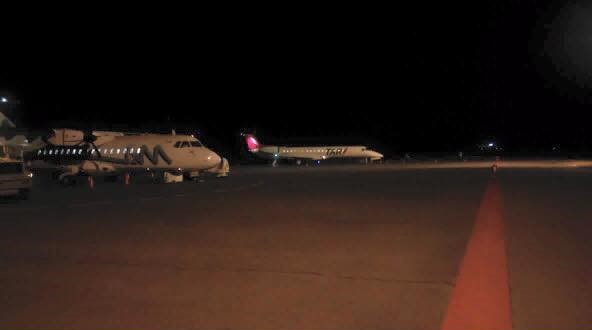
ATR 42-500 de Aeromar junto a un Embraer ERJ 145LR de TAR Aerolíneas en el Aeropuerto Internacional de Tepic.

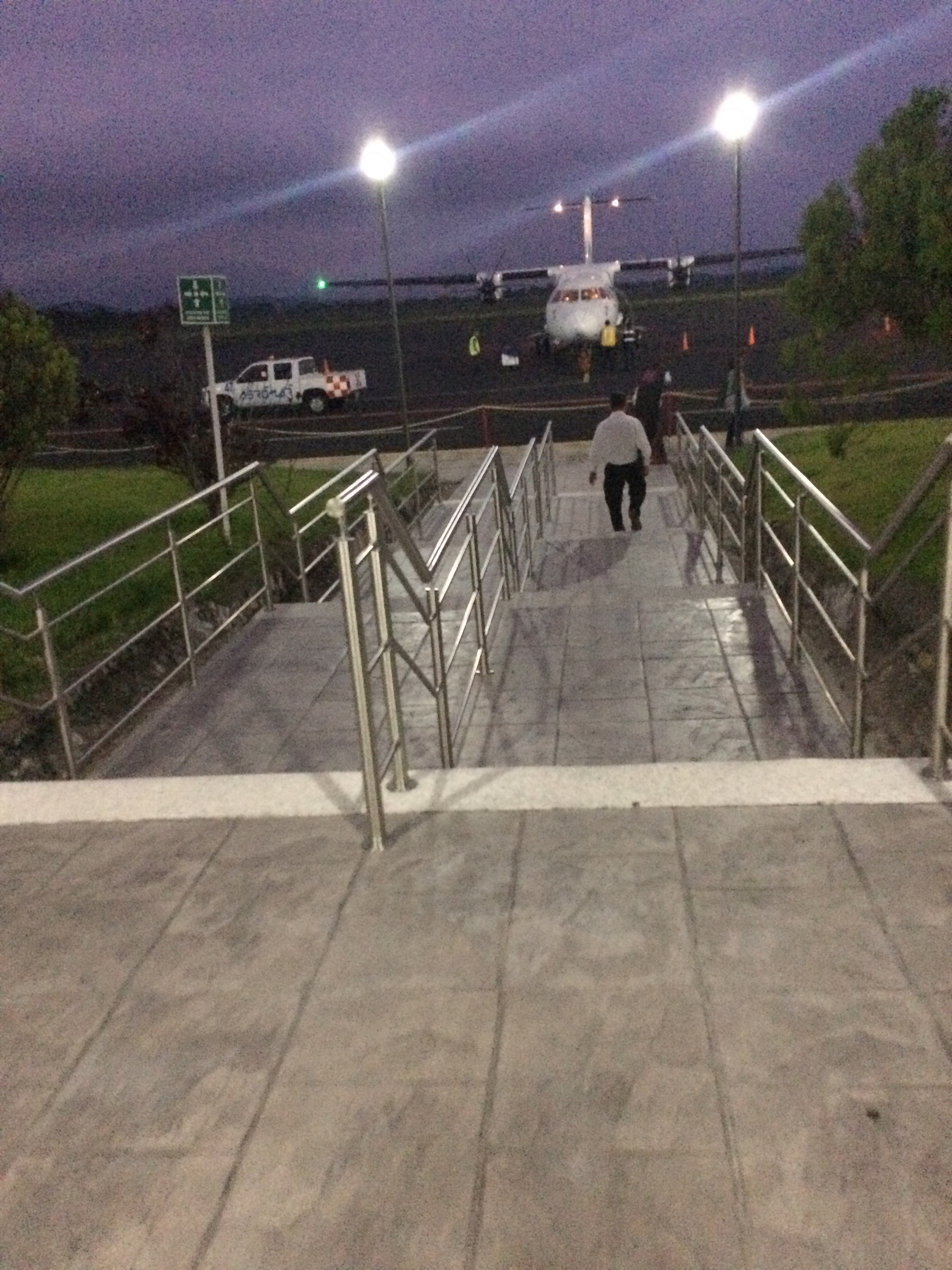
ATR 42 de Aeromar en el Aeropuerto de Colima.

Transportes Aeromar, S.A. de C.V, comercialmente conocida como Aeromar fue una aerolínea mexicana fundada en el año 1987, con sede en la Terminal 2 del Aeropuerto Internacional de la Ciudad de México ubicado en la Alcaldía de Venustiano Carranza, Ciudad de México. Operaba principalmente rutas nacionales así como viajes a Cuba y a los Estados Unidos. El 15 de febrero de 2023 a través de sus redes sociales, anunció el cese definitivo de sus operaciones aéreas debido a problemas financieros.

## Historia
Fundada el 29 de enero de 1987, la aerolínea realizó su primer vuelo el 7 de noviembre del mismo año, del Aeropuerto Internacional de Toluca al Aeropuerto Internacional de Acapulco. Su primer avión fue un ATR-42-320 matriculado XA-PEP, bautizado con el nombre de Presidente Miguel Alemán. Este avión llegó a México el 28 de octubre de 1987, procedente de Toulouse, Francia. Los Capitanes Carlos Gómez Muñiz y Raymond Charcoset fueron los encargados de efectuar el cruce atlántico de la aeronave fabricada por ATR Aircraft. Aeromar fue la primera aerolínea mexicana en utilizar aviones con tecnología llamada “Cabina de cristal”. Desde hace muchos años Aeromar operó de manera independiente sus rutas y frecuencias como una aerolínea regular y compitiendo en el mercado abierto. En 1988, Aeromar trasladó su base operacional al Aeropuerto Internacional de la Ciudad de México.
Debido a la inexistencia de un esquema tarifario para la aviación regional en el país, Aeromar en colaboración con la Secretaría de Comunicaciones y Transportes, inició una serie de estudios que le llevó a cabo establecer dicho esquema en agosto de 1989. Esto permitió hacer importantes ajustes en la aplicación de tarifas.
Para abril de 1991, la aerolínea obtuvo el Certificado de Estación de Reparación de la Federal Aviation Administration (FAA), para dar servicio de mantenimiento a aeronaves con matrícula estadounidense. Este certificado (TVRY761Y) fue concedido en agosto de ese mismo año.
Con el objetivo de tener mayor distribución en el mercado y ofrecer mejor servicio, Aeromar se implementó como “host” a SABRE, tomando en cuenta que el 67% de las agencias de viaje en México utilizan este Sistema de Distribución (GDS).
En octubre de 2015, Aeromar incorporó personal masculino a su equipo de tripulación de sobrecargos, como parte de sus acciones para fomentar la equidad de género, con apoyo del Secretario General de la Asociación Sindical de Sobrecargos de México ASSA DE MÉXICO, Ricardo del Valle Solares.
Para el 2003, Aeromar contaba con 16 aviones.
En 2018, estuvieron en platicas con Synergy Group propietaria de Avianca, para la adquisición del 49 por ciento de las acciones de Aeromar, sin embargo estas negociaciones no prosperaron.
En mayo de 2018, Aeromar comenzó a operar con el Plan de Facturación y Liquidación (BSP, por sus siglas en inglés) creado por la International Air Transport Association (IATA) que les facilitó el proceso de venta y remisión con agencias de viajes localizadas en España, Alemania e Italia.

### Cese de operaciones
El día 15 de febrero de 2023, tras una serie de problemas económicos se declaró en bancarrota y con ello deja de operar sus vuelos de forma definitiva. Su última ruta operó con destino a Ixtepec.

## Destinos
Aeromar para comodidad de sus pasajeros, contaba con una sala VIP en la terminal 2 del AICM, el Salón Aeromar, al igual que también contaba con salas para los pasajeros de Aeromar que volaban por los aeropuertos de Ciudad Victoria, Colima, McAllen y Tepic y también contaba con una Barra de comidas y bebidas más modestas que el Salón Aeromar, pero sigue siendo una amenidad para los pasajeros de Aeromar en el aeropuerto de Piedras Negras.
Aeromar contaba con una variedad de destinos, principalmente nacionales, pues tiene 13 destinos en la República Mexicana, 1 en los Estados Unidos de América y 1 en Cuba, los cuales son los siguientes:
|  | Centro de conexiones |
|  | Próximo destino      |
|  | De temporada         |
|  | Destino cancelado    |

## Flota

### Última flota
La flota de Aeromar la integraron aeronaves ATR 42 y ATR 72.
En noviembre de 2016, la aerolínea anunció la compra de 8 nuevas aeronaves más 6 opciones.
A febrero de 2023, fecha del cese, la flota de Aeromar consistía de los siguientes aviones con una edad promedio de 10.2 años:

### Flota histórica
Aeromar operaba anteriormente las siguientes aeronaves:

## Acuerdos de código compartido
En 1992, Aeromar firmó un convenio de código compartido con Aeroméxico y con Mexicana de Aviación en 1993.
En 1994, la aerolínea concretó un código compartido con United Airlines, el cual se reforzó en octubre de 2016.
El 1 de febrero de 2011, Aeromar y Continental Airlines implementaron un acuerdo de código compartido en todas las rutas del hub de Aeromar en el Aeropuerto Internacional de la Ciudad de México.
El 14 de abril de 2014, comenzó la alianza entre Aeromar y Aeroméxico para el intercambio de millas de Club Premier de Aeroméxico que terminó en 2017.
Desde hace dos años, Aeromar operó de manera independiente sus rutas y frecuencias como una aerolínea regular.
Aeromar tenía 15 socios interlineales logrando así posicionarse como el socio estratégico de Star Alliance en México.
El 1 de agosto de 2019, Aeromar y Turkish Airlines firmaron un acuerdo de código compartido, luego de que la aerolínea iniciara operaciones en la Ciudad de México.   
El 3 de agosto de 2021, Aeromar y Emirates anunciaron una asociación estratégica para ofrecer a los viajeros una mejor conectividad entre varios destinos de México y la red global de Air Canada, haciendo conexiones a través de los aeropuertos de la Ciudad de México, Puerto Vallarta y Cancún.
El 30 de marzo de 2022, Aeromar y Air Canada firmaron una asociación interlineal que proporcionará a los clientes la conectividad entre destinos en México y Estados Unidos a través de la Ciudad de México con la red global de Emirates.

### Actuales
- Air Canada
- Emirates
- Turkish Airlines
- United Airlines

### Anteriores
- Continental Airlines
- Mexicana
- Aeroméxico
- Interjet

## Galería de fotos

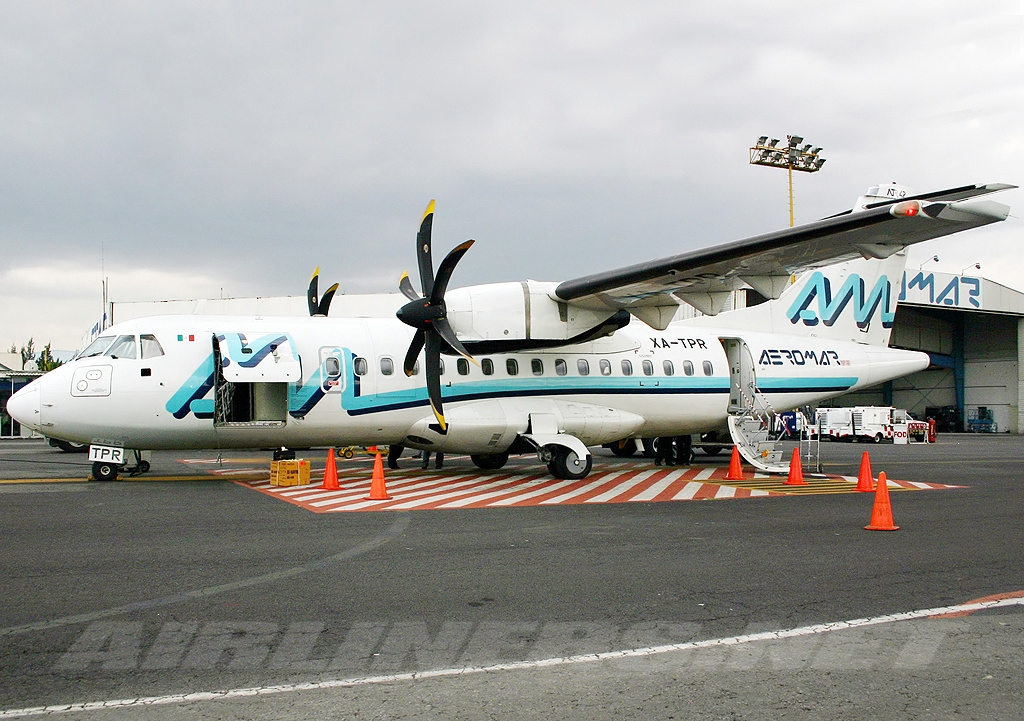
ATR 42-500 de Aeromar (XA-TPR) en el Aeropuerto Internacional de la Ciudad de México.
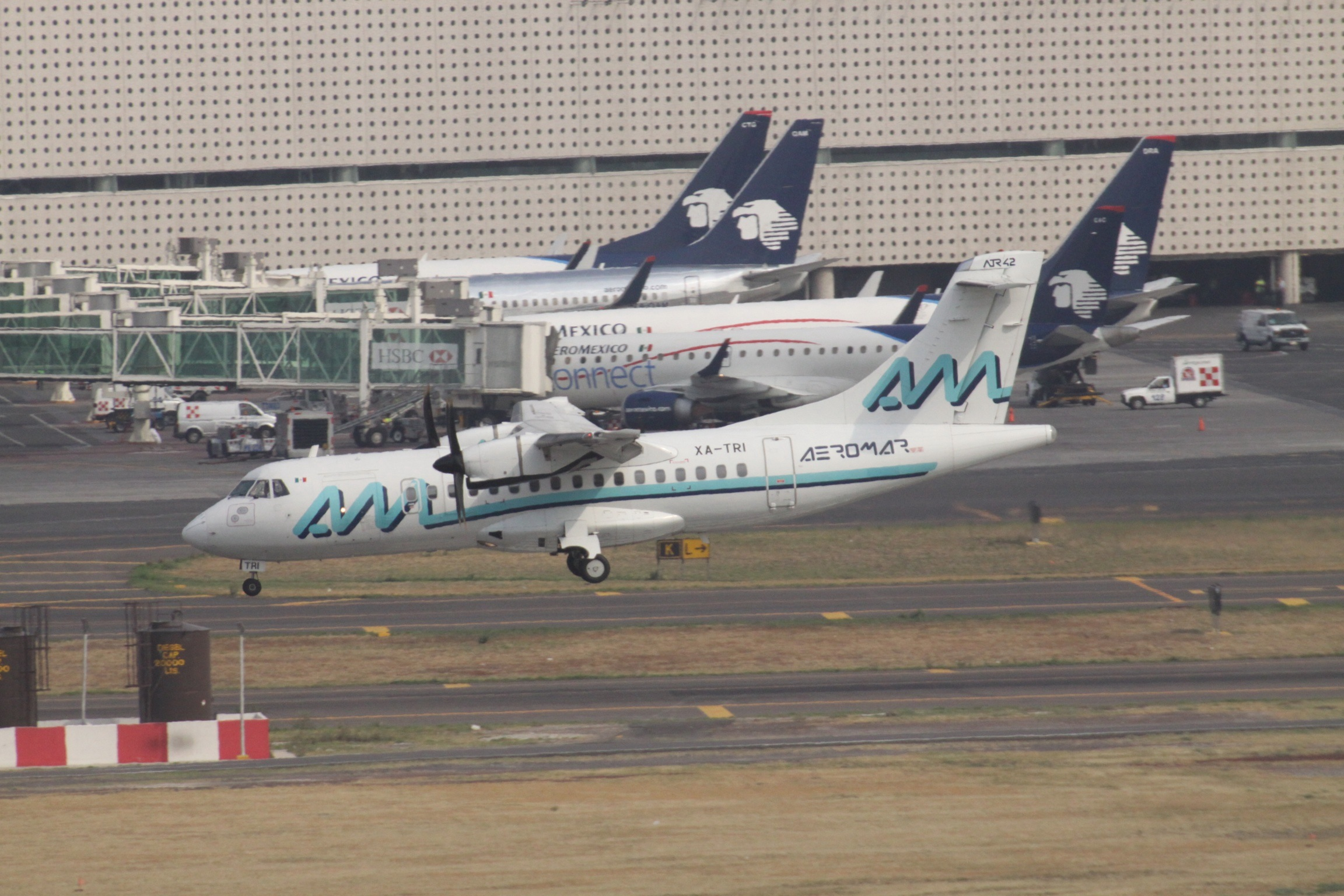
ATR 42-500 de Aeromar (XA-TRI) en el Aeropuerto Internacional de la Ciudad de México.
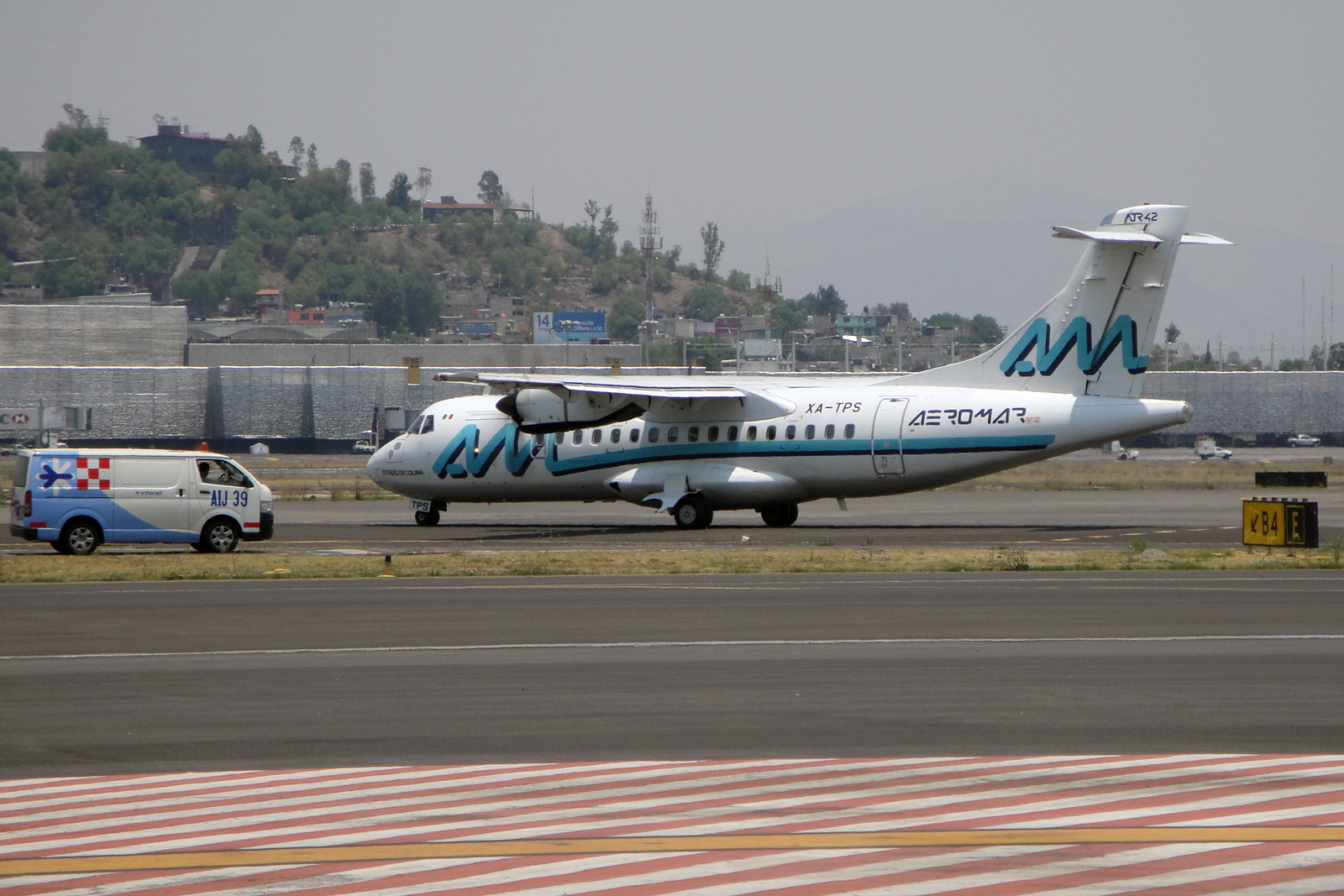
ATR 42-500 de Aeromar (XA-TPS) en el Aeropuerto Internacional de la Ciudad de México.
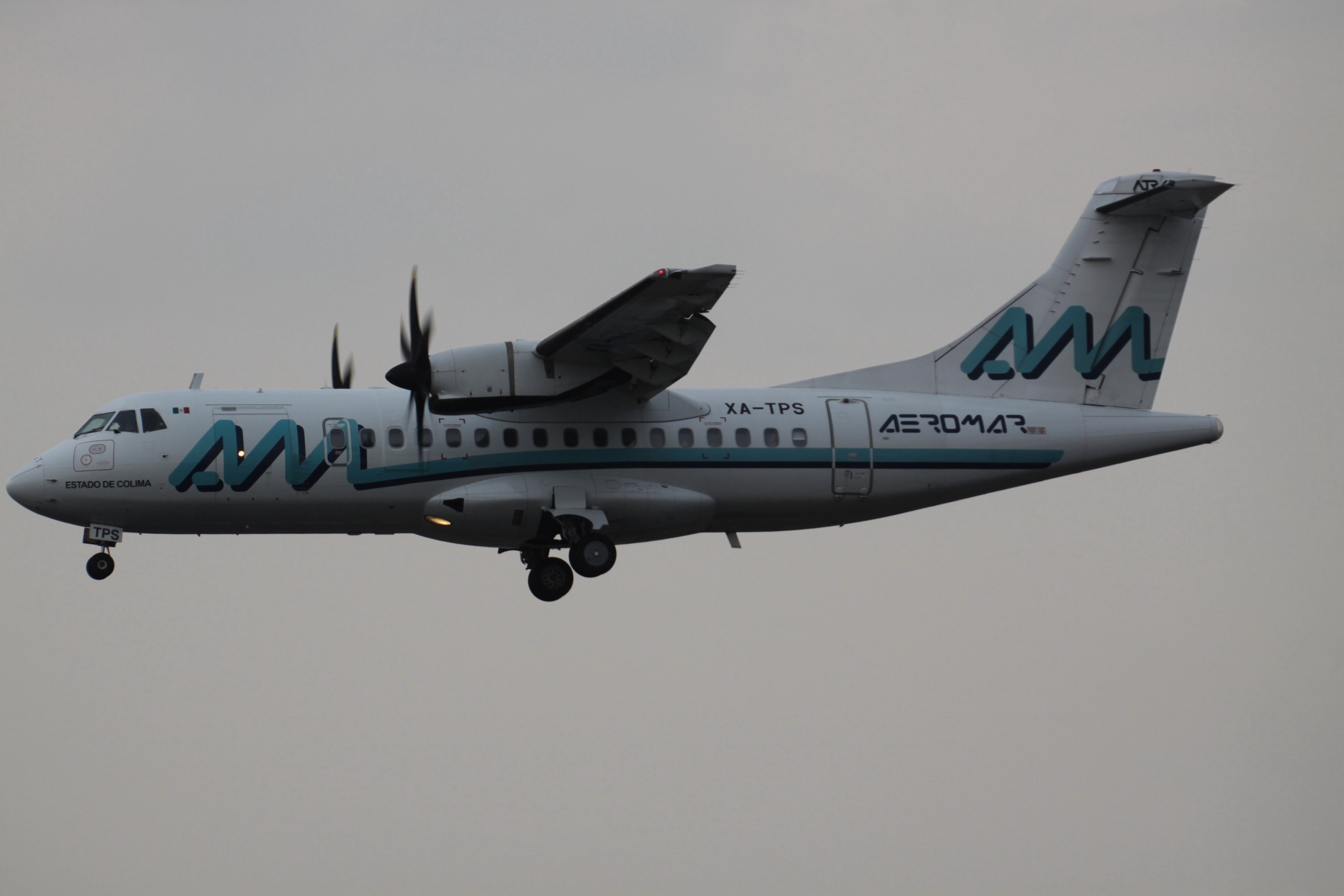
ATR 42-500 de Aeromar (XA-TPS) aterrizando en el Aeropuerto Internacional de la Ciudad de México.
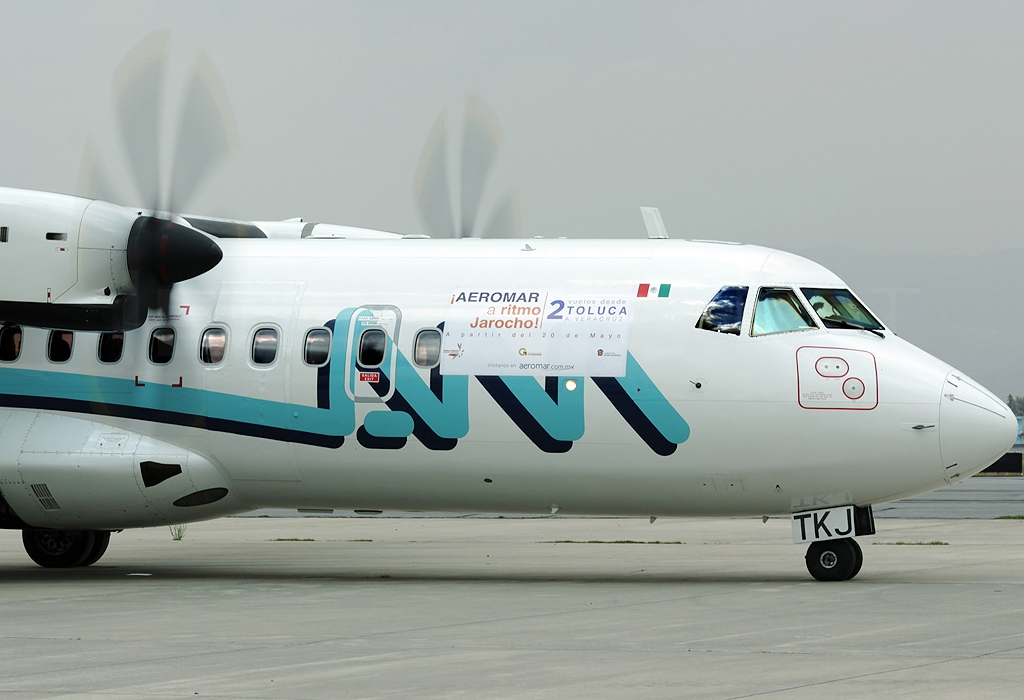
ATR 42-500 de Aeromar (XA-TKJ) en el Aeropuerto de Toluca.
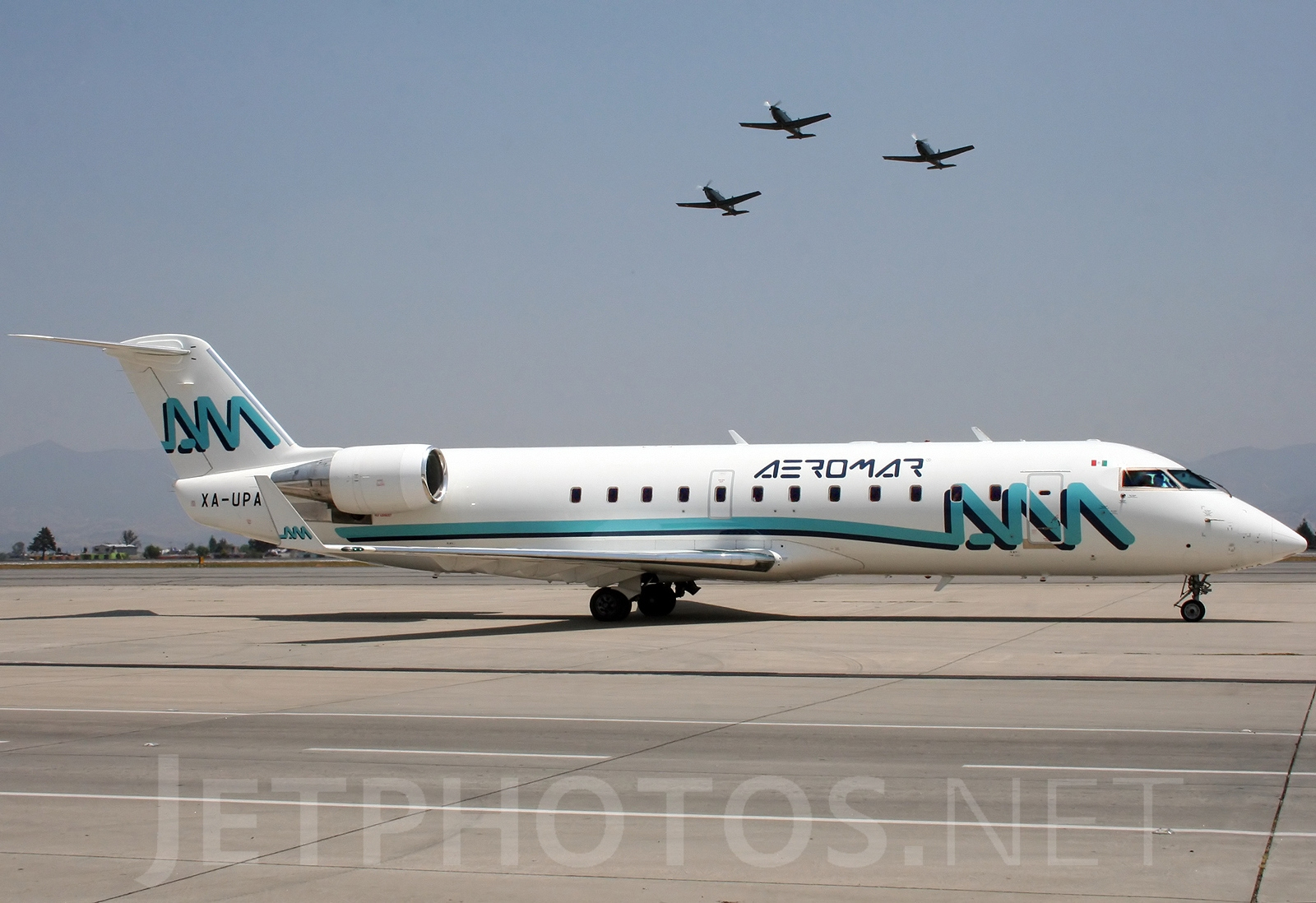
Bombardier CRJ-200ER de Aeromar (XA-UPA) en el Aeropuerto de Toluca.
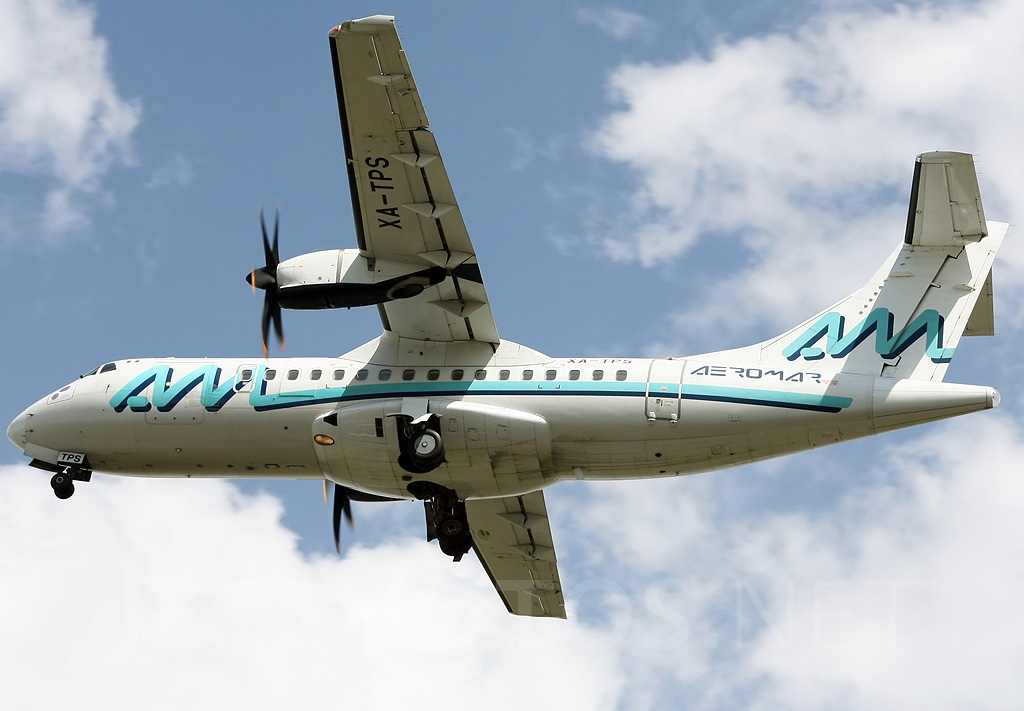
ATR 42-500 de Aeromar (XA-TPS) despegando del Aeropuerto Internacional de la Ciudad de México.
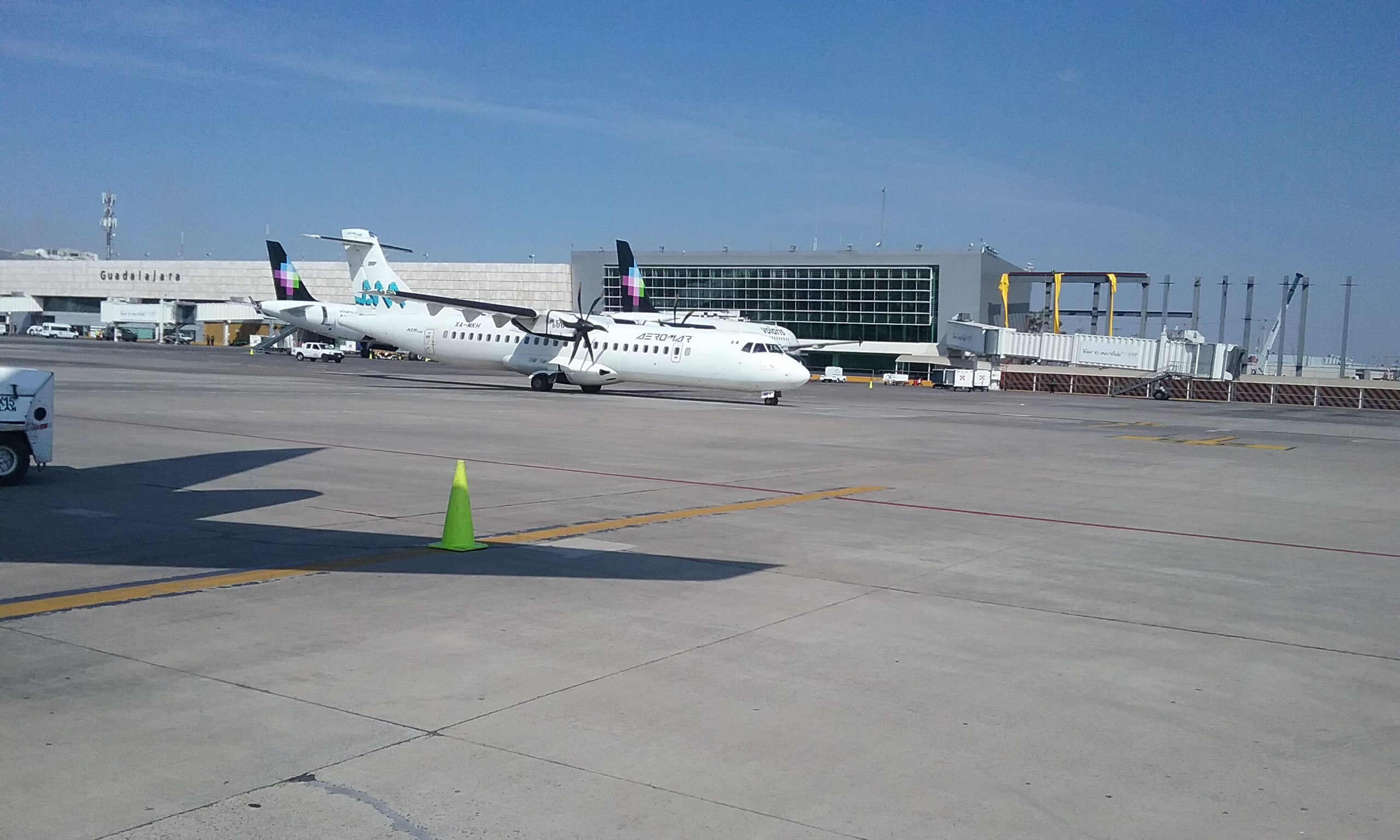
ATR 72-600 de Aeromar (XA-MKH) carreteando en el Aeropuerto Internacional de Guadalajara.
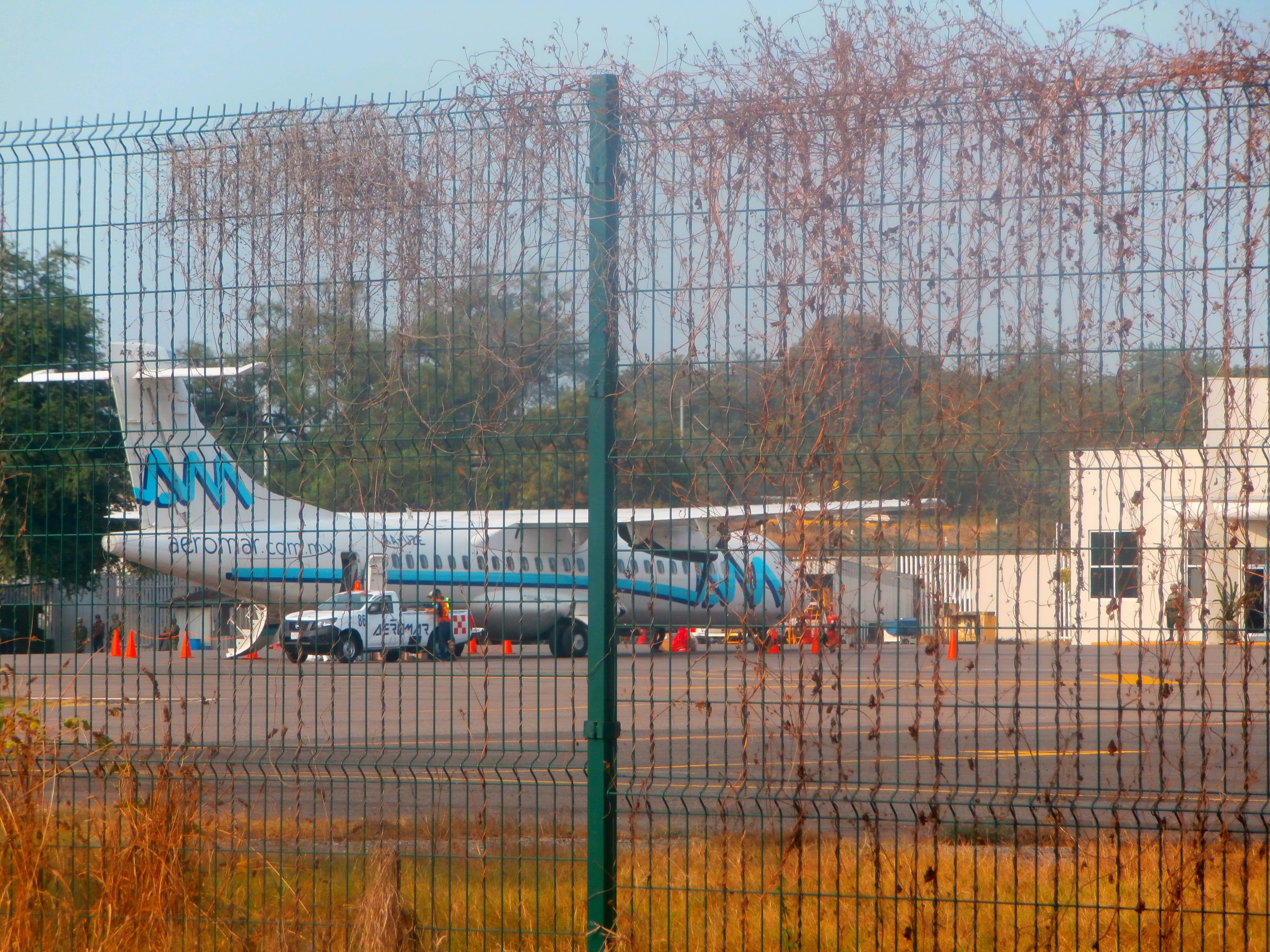
ATR 72-600 de Aeromar (XA-UZE) en el Aeropuerto Nacional General Lázaro Cárdenas del Río.